# Clontarf
Clontarf é uma cidade localizada no estado americano de Minnesota, no Condado de Swift.

## Demografia
Segundo o censo americano de 2000, a sua população era de 173 habitantes.
Em 2006, foi estimada uma população de 159, um decréscimo de 14 (-8.1%).

## Geografia
De acordo com o United States Census Bureau tem uma área de
5,4 km², dos quais 5,3 km² cobertos por terra e 0,1 km² cobertos por água.

## Localidades na vizinhança
O diagrama seguinte representa as localidades num raio de 24 km ao redor de Clontarf.